# Myrmeleontinae
Myrmeleontinae is een onderfamilie van netvleugelige insecten die behoort tot de familie mierenleeuwen (Myrmeleontidae). 

## Taxonomie
Het bestaat uit vijf geslachtengroepen:
- Acanthaclisini
- Brachynemurini
- Myrmecaelurini
- Myrmeleontini
- Nesoleontini